# Носар
Носар, або бірючок (Gymnocephalus acerinus, Gymnocephalus acerina) від звичайного йоржа відрізняється довгим рильцем та дрібнішою лускою; загалом формою голови та пропорціями тіла дещо нагадує йоржа смугастого. Зустрічається в басейнах Чорного та Азовського морів: в річках Дністер, Південний Буг, Дніпро, Дон, Кубань та в їхніх притоках на досить швидкій течії (де звичайний йорж, який мешкає в мулистих затінених місцях, майже ніколи не трапляється). Забарвлення тіла жовтувате, більша частина спини оливково-зелена, черево сріблясто-біле, на боках тіла та спинному плавці розташовані декілька рядів темних плям, від чого риба здається дуже сторкатою. Носар дещо крупніший за звичайного йоржа, його звичайна довжина 8—13 см, досить часто зустрічаються особини довжиною 16—18 см (рекорд — 20,3 см). Найактивніший носар при температурі води 10—24 °C.
Нерест відбувається навесні, раніше за інших представників роду, в річках із швидкою течією, на чистому піщаному ґрунті. Ікра донна, прилипаюча, в ікринках великі жирові краплі. Розвиток з огляду на низьку температуру води проходить досить повільно. При температурі 14 °C виклів відбувається через 7—8 діб. Личинки, що виклюнулись, у довжину трохи більші 4 мм, значну частину часу проводять у придонних шарах води. Жовток розсмоктується через 9—10 діб, у цей період личинки світлолюбні, ведуть пелагічний спосіб життя та зносяться течією вниз по річках.
Здатність до відновлення популяції у даного виду посередня: за сприятливих умов його чисельність може подвоюватись за час від 1,4 до 4,4 року.
Дорослий носар, як і інші риби, у яких відсутній плавальний міхур, є бентичним мешканцем. Харчується донними червами, дрібними молюсками, водяними комахами, личинками комарів і т. ін.; активний ввечері та вночі.
Зимує носар зграями у глибоких замулених ямах.
На всій території свого ареалу носар вважається цінною здобиччю для рибалок завдяки ніжному м'ясу та смачній юшці, що з нього варять.